# Сен-Вигор-ле-Гран
Сен-Виго́р-ле-Гран (фр. Saint-Vigor-le-Grand) — коммуна во Франции, находится в регионе Нижняя Нормандия. Департамент коммуны — Кальвадос. Входит в состав кантона Бейё. Округ коммуны — Байё.
Код INSEE коммуны — 14663.

## Население
Население коммуны на 2010 год составляло 2011 человек.
| 1962 | 1968 | 1975 | 1982 | 1990 | 1999 | 2010 |
| ---- | ---- | ---- | ---- | ---- | ---- | ---- |
| 1195 | 1304 | 1588 | 1752 | 2032 | 1901 | 2011 |

## Экономика
В 2010 году среди 1203 человек трудоспособного возраста (15—64 лет) 793 были экономически активными, 410 — неактивными (показатель активности — 65,9 %, в 1999 году было 69,0 %). Из 793 активных жителей работали 720 человек (371 мужчина и 349 женщин), безработных было 73 (38 мужчин и 35 женщин). Среди 410 неактивных 98 человек были учениками или студентами, 217 — пенсионерами, 95 были неактивными по другим причинам.